# آرامگاه کلاته مزینان
بقعه کلاته مزینان مربوط به دوره قاجار - دوره پهلوی است و در شهرستان داورزن، بخش مرکزی، دهستان مزینان، ودر قسمت مرکزی میان قبرستان روستای کلاته مزینان واقع شده واقع شده و این اثر در تاریخ ۱۸ اسفند ۱۳۸۷ با شمارهٔ ثبت ۲۴۹۸۰ به‌عنوان یکی از آثار ملی ایران به ثبت رسیده است.
اکنون دارای اهمییت زیادی در بین مردم آن دیار است‌.